# Silex (Misuri)
Silex es una villa ubicada en el condado de Lincoln en el estado estadounidense de Misuri. En el Censo de 2010 tenía una población de 187 habitantes y una densidad poblacional de 374,1 personas por km².

## Geografía
Silex se encuentra ubicada en las coordenadas 39°7′31″N 91°3′24″O / 39.12528, -91.05667. Según la Oficina del Censo de los Estados Unidos, Silex tiene una superficie total de 0.5 km², de la cual 0.5 km² corresponden a tierra firme y (0%) 0 km² es agua.

## Demografía
Según el censo de 2010, había 187 personas residiendo en Silex. La densidad de población era de 374,1 hab./km². De los 187 habitantes, Silex estaba compuesto por el 97.86% blancos, el 2.14% eran afroamericanos, el 0% eran amerindios, el 0% eran asiáticos, el 0% eran isleños del Pacífico, el 0% eran de otras razas y el 0% pertenecían a dos o más razas. Del total de la población el 0% eran hispanos o latinos de cualquier raza.